# 감자라면
감자라면은 감자 면발로 만든 라면이다.

## 제품
- 농심 감자면

## 같이 보기
- 메밀라면
- 쌀라면
- 보리라면